# Adromischus
Adromischus là một chi thực vật có hoa trong họ Crassulaceae.